# Customer to customer
Pour les articles homonymes, voir C2C.
Les échanges customer to customer (abrégé en C2C) ou consumer to consumer (traduisible en « inter-consommateur ») désignent l'ensemble des échanges de biens et de services entre plusieurs consommateurs sans passer par un intermédiaire.
Tandis que les marchés traditionnels requièrent des relations Business To Customer (B2C), où le particulier fait appel à une entreprise, les marchés C2C mettent en place un environnement où les particuliers peuvent s'échanger des biens ou des services entre eux. D'autres types de marchés intègrent des relations Business to business (B2B) ou Business to consumer (B2C).

## Origine
Le marketing compte de nombreuses classes. Government to business (G2B), business to business (B2B), Business to customer (B2C)… La plupart des entreprises offrent des services dans un ou plusieurs de ces domaines. À l'inverse, les entreprises de C2C n'opèrent que dans les échanges entre clients. Le C2C s'est largement popularisé depuis l'avènement d'Internet. Des sociétés telles que Craigslist, eBay, ou Le Bon Coin ont participé à la généralisation des échanges C2C. De plus, comme il est plus intéressant pour les particuliers d'entrer en contact via Internet (par le biais de réseaux sociaux ou de créations individuelles), ce modèle de marketing a été repris par diverses sociétés ou particuliers.

## Avantages et inconvénients du C2C

### Avantages
- L'élimination d'intermédiaires lors des transactions, qui constitue la base du C2C et accessoirement des prix très bas.
- Le marché accessible est extrêmement large, plus que celui limité aux échanges économiques classiques.
- Le renouvellement rapide et constant de l'offre disponible
- La simplification des paiements grâce à des systèmes dédiés

### Inconvénients
- Absence de contrôle de qualité et de garantie de paiement.
- L'utilisation difficile de certains moyens de paiements, tels que les cartes de crédit, etc.
- Ces 2 points justifient l'importance de la confiance lors d'échanges C2C.

## Rôle de la confiance dans le C2C
Les échanges directs entre consommateurs présentent un risque majeur de conflit si l'un des acteurs de l'échange économique se soustrait à ses obligations. Dans cette mesure, les relations inter-consommateurs doivent être basées sur une relation de confiance entre les deux acteurs de l'échange.